# Mesothuria
Mesothuria is een geslacht van zeekomkommers uit de familie Mesothuriidae.

## Soorten
- Mesothuria abbreviata Koehler & Vaney, 1905
- Mesothuria bifurcata Hérouard, 1901
- Mesothuria carnosa Fisher, 1907
- Mesothuria cathedralis Heding, 1940
- Mesothuria crebrapedes Cherbonnier & Féral, 1981
- Mesothuria deani Mitsukuri, 1912
- Mesothuria edwardensis Massin, 1992
- Mesothuria gargantua Deichmann, 1930

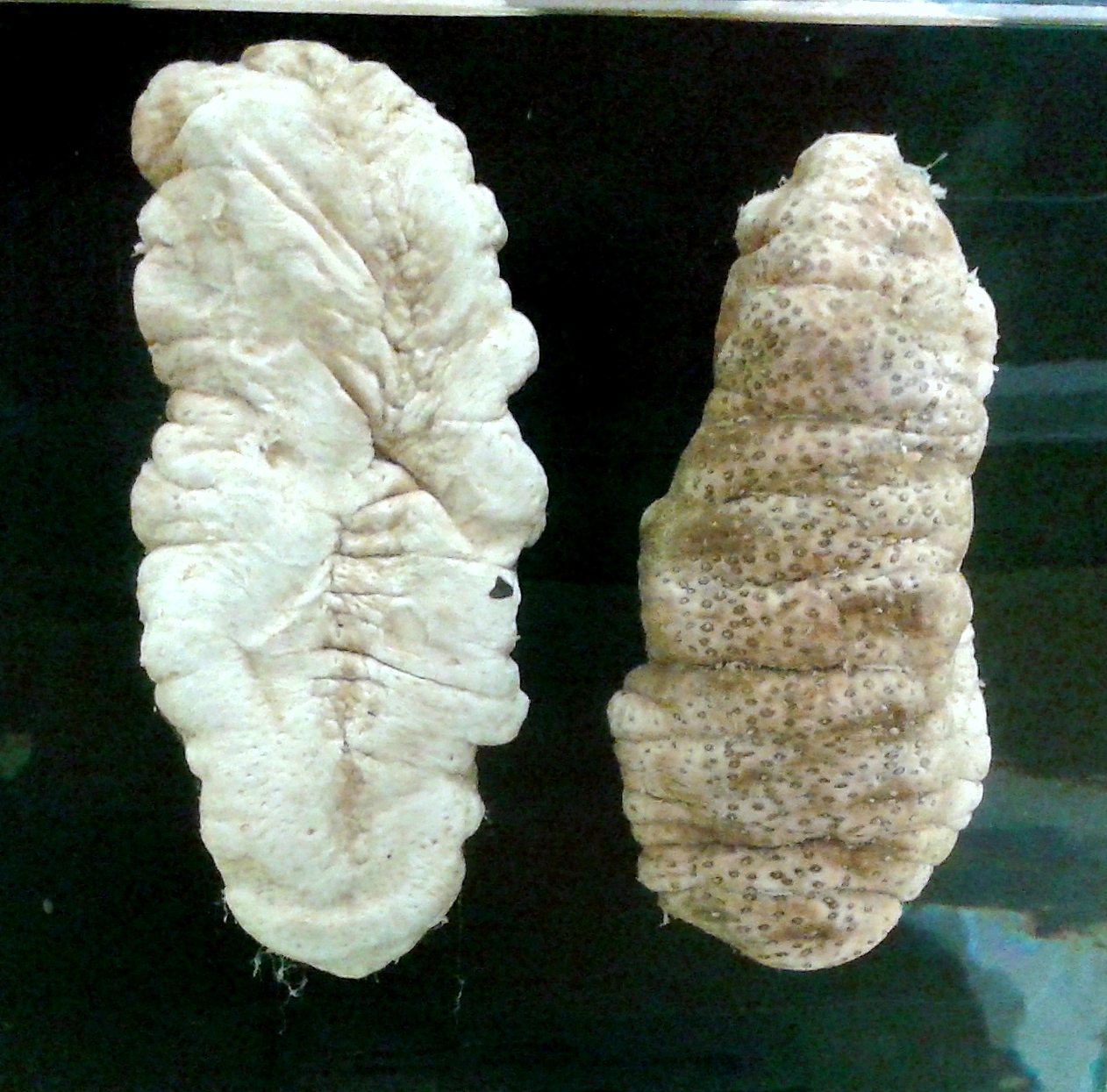
Mesothuria verrilli ((bewaard exemplaar in museum))

- Mesothuria holothurioides Sluiter, 1901
- Mesothuria incerta Koehler & Vaney, 1905
- Mesothuria intestinalis (Ascanius, 1805)
- Mesothuria magellani Ludwig, 1883
- Mesothuria maroccana R. Perrier, 1898
- Mesothuria megapoda A.H. Clark, 1920
- Mesothuria milleri Gebruk & Solis-Marin, 2012
- Mesothuria multipes (Ludwig, 1893)
- Mesothuria multipora A.H. Clark, 1920
- Mesothuria murrayi (Théel, 1886)
- Mesothuria oktaknemoides Heding, 1940
- Mesothuria oktaknemus Sluiter, 1901
- Mesothuria regularia Heding, 1940
- Mesothuria roulei (Koehler, 1895)
- Mesothuria rugosa Hérouard, 1912
- Mesothuria squamosa Koehler & Vaney, 1905
- Mesothuria sufflava Cherbonnier & Féral, 1984
- Mesothuria verrilli (Théel, 1886)